# Liste der denkmalgeschützten Objekte in Neustift im Mühlkreis
Die Liste der denkmalgeschützten Objekte in Neustift im Mühlkreis enthält die denkmalgeschützten unbeweglichen Objekte der Gemeinde Neustift im Mühlkreis in Oberösterreich (Bezirk Rohrbach).

## Denkmäler
| Foto |                 | Denkmal                                                                                         | Standort                             | Beschreibung | Metadaten |
| ---- | --------------- | ----------------------------------------------------------------------------------------------- | ------------------------------------ | --- | --- |
| ja   | Datei hochladen | Kirche Mariae Empfängnis/Expositurkirche Hl. Rosenkranzkönigin HERIS-ID: 18299 Objekt-ID: 14592 | Kirchenplatz Standort KG: Neustift   | Die Pfarrkirche in Neustift wurde zwischen 1948 und 1950 nach Plänen von Hans Feichtlbauer an der Stelle einer 1869 errichteten Kapelle gebaut. Es handelt sich bei dem Neubau um einen schlichten, historisierenden Saalbau mit polygonalem Chor, Walmdach und markantem Turm. Die Einrichtung stammt großteils aus der Zeit um 1950.                       | BDA-Hist.: Q26921384 Status: § 2a Stand der BDA-Liste: 2025-06-30 Name: Kirche Mariae Empfängnis/Expositurkirche Hl. Rosenkranzkönigin GstNr.: .158 Expositurkirche Neustift im Mühlkreis |
| ja   | Datei hochladen | Kath. Pfarrkirche Mariae Himmelfahrt HERIS-ID: 18296 Objekt-ID: 14589                           | Pühret 12 Standort KG: Rannariedl    | Die Pfarrkirche wurde nach 1948 nach Plänen von Karl von Tobisch-Labotýn errichtet und 1953 geweiht. Der historisierende, fünfjochige Bau mit südlichem, dreijochigem Seitenschiff hat einen eingezogenen Chor, Rundbogenfenster und einen steinbloßen Turm mit Zeltdach. Im Inneren findet sich eine Figurengruppe der Dreifaltigkeit aus der Zeit um 1950. | BDA-Hist.: Q24817331 Status: § 2a Stand der BDA-Liste: 2025-06-30 Name: Kath. Pfarrkirche Mariae Himmelfahrt GstNr.: 3191 Pfarrkirche Mariae Himmelfahrt in Pühret                        |
| ja   | Datei hochladen | Schloss Rannariedl HERIS-ID: 18298 Objekt-ID: 14591                                             | Rannariedl 1 Standort KG: Rannariedl | Das Schloss Rannariedl ist eine mittelalterliche Anlage, die zu einem Renaissanceschloss umgebaut wurde. | BDA-Hist.: Q2243056 Status: Bescheid Stand der BDA-Liste: 2025-06-30 Name: Schloss Rannariedl GstNr.: .95, 2827 Schloss Rannariedl                                                        |